# Avinguda Alcalde Porqueres
L'avinguda Alcalde Porqueres és una avinguda de la ciutat de Lleida de doble sentit amb dos carrils en cada direcció. Comença a l'avinguda Prat de la Riba, creua el barri del Clot de les Granotes fins a la plaça Europa, per a sortir de la ciutat travessant el barri de Balàfia, en un traçat final coincident amb la N-230, direcció Viella i l'autovia A-2.